# 白昼の暴行魔
『白昼の暴行魔』（La settima donna, 英語: The Last House on the Beach）は、1978年のイタリアのナンスプロイテーション映画である。
本作の最後のシーンはクエンティン・タランティーノ監督の『デス・プルーフ in グラインドハウス』の最後のシーンに影響を与えている。

## あらすじ
シスター・クリスティナが、とある別荘で修道院の生徒たちを集めて演劇の練習をしていたところ、アルド率いる銀行強盗団が乱入し、別荘の使用人であるティルダが殺される。
練習に参加していた女子生徒がアルドの部下に襲われたものの、クリスチナは二日後に迎えに来る予定のバスに期待していた。だが、バスが遅れるという連絡が入ったうえ、彼女が救援を求めた部外者も殺される。
銀行強盗団にレイプされたクリスチナ達は、とうとう彼らに反撃する。

## キャスト
- フロリンダ・ボルカン（英語版） - シスター・クリスティナ
- レイ・ラブロック - アルド
- フラヴィオ・アンドレーニ - ウォルター
- ステファノ・セドラーティ - ニーノ
- シェリー・ブキャナン - リサ